# 亚历山德鲁·尼尔卡
亚历山德鲁·尼尔卡（羅馬尼亞語：Alexandru Nilca，1945年11月6日—），罗马尼亚男子击剑运动员。他曾代表罗马尼亚参加1976年和1980年夏季奥林匹克运动会击剑比赛，其中1976年奥运会获得一枚铜牌。